# Peter Walker
Peter Walker (n. 7 octombrie 1912, Leeds, Anglia, Regatul Unit al Marii Britanii și Irlandei – d. 1 martie 1984, Worcestershire, Anglia, Regatul Unit) a fost un pilot de Formula 1. De-a lungul carierei a luat startul în 4 curse, niciuna din pole-position. Nu a câștigat nicio cursă și nu a terminat niciodată pe podium, acumulând 0 puncte în întreaga activitate ca pilot de Formula 1.